# Санкт-Петербургский комитет грамотности
«Санкт-Петербургский комитет грамотности» — частное учреждение в Санкт-Петербурге, ставившее своей целью содействие в теории и на практике начальному народному образованию в Российской империи.
Возник в 1861 году, когда состоялось освобождение крестьян, «с целью содействовать материальными и нравственными средствами распространению грамотности и полезных знаний преимущественно между крестьянами, вышедшими из крепостной зависимости».
Название «комитет» получил по причине того, что возник при Императорском вольном экономическом обществе, устав которого позволял «учреждать из своей среды особые постоянные комитеты», для содействия более успешному развитию различных отраслей его деятельности.

## Учреждение
Императорское вольное экономическое общество с первых лет своего существования работало не только над распространением сельскохозяйственных знаний, но и общеобразовательных — издавало книги для народа, содействовало устройству общественных библиотек и прочее.
Инициатива устройства комитета грамотности принадлежала С. С. Лашкарёву, который поднял вопрос ещё в 1847 году. Но революционные события 1848 года помешали осуществлению предложенного им. В 1857 и 1859 годах Лашкарёв напечатал в «Журнале сельского хозяйства» две статьи, вновь доказывая необходимость учреждения комитета грамотности. Наконец, 7 апреля 1861 года Вольное экономическое общество учредило комитет грамотности при своём отделении вспомогательных наук. Комитет считался временным учреждением, но это не помешало ему стать одной из главных составных частей Вольного экономического общества.
О том, насколько передовыми идеями руководствовался комитет с самого же начала, можно судить хотя бы по программе комитета, составленной Лашкарёвым. Например, в ней было сказано, что все условия членства комитета относятся и к женщинам, «участие которых может быть столь полезно в деле образования». Особым пунктом было выделено, что «комитет заботится о распространении грамотности и разных полезных знаний вообще в крестьянском сословии, усиливая эту деятельность там, где в этом встретится, по состоянию образования крестьян, особая надобность».
В 1862—1863 году издавался «Журнал комитета грамотности», в 1863—1869 году — «Занятия комитета грамотности», выходившие в качестве прибавления к «Трудам Императорского Вольного экономического общества».

## Деятели
В числе первых деятелей комитета встречаются имена Погосского, Студитского, Толля, Резенера, И. Вернадского, И. Ермакова, А. Советова, Паульсона, А. Ф. Петрушевского и др. Одним из деятельнейших сотрудников комитета стал Василий Михайлович Яковлев.
До 1870-х годов деятельность петербургского комитета грамотности приобретала всё большее и большее развитие, затем затихла до средины 1880-х годов, когда, с приливом новых членов (Б. Кетриц, А. М. Калмыкова, С. Ф. Ольденбург и др.), снова заметилось в нём оживление, которое достигло максимума в начале 1890-х годов, когда в состав комитета, а затем и управляющего его делами совета вошли новые, молодые силы (Г. А. Фальборк, Д. Д. Протопопов, В. Девель, В. И. Чарнолусский, М. А. Лозинский и др.). К началу XX века комитет имел до 1000 членов.

## Средства комитета
Средства комитета грамотности слагались лишь из небольшой субсидии от Вольного экономического общества (800 руб.), членских взносов (5 руб. в год), частных пожертвований и сборов с концертов и лекций. Вся нижеизложенная деятельность петербургского комитета грамотности была сделана на крайне скудные средства: неприкосновенный капитал комитета лишь немного превышал 10 тыс. рублей.

## Деятельность комитета
Деятельность комитета грамотности началась в 1861 году составлением списков лучших учебников и книг для чтения, содействием при устройстве книжных складов в провинции, удешевлению книг и образованию учителей.

### Женское учительство
Так, например, петербургскому комитету грамотности принадлежит инициатива в постановке вопроса о подготовке женщин-учительниц, первоначальная разработка этого вопроса и первые шаги в этом деле. Живейшее участие в нём принимал Золотов, который сделал попытку основать, при помощи комитета грамотности, учительскую школу. Затем комитет учредил бесплатное женское училище, с классом для приготовления учительниц, под руководством Каменской.
В 1863 году была комитет основал в Санкт-Петербурге первую женскую учительскую школу; такая же школа была открыта в селе Старой Майне. Хотя эти школы и не были долговечны (первая была закрыта по независящим от комитета грамотности обстоятельствам), тем не менее, они послужили прототипом женских учительских семинарий.
По предложению П. Г. Мижуева было решено учредить образцовое училище в память 19 февраля 1861 г.; в 1892 г. оно было открыто в селе Купчине (близ Царского села, Санкт-Петербургской губернии).

### Народное чтение
Первый рекомендательный каталог книг для народного чтения был издан комитетом в 1861 году и выдержал до 8 постоянно дополняемых изданий. В составлении каталогов принимали участие Погосский, Золотов, Толь, Резенер, Павлов и др.
Трудами особой комиссии был издан «Систематический обзор русской народно-учебной литературы» (1-е издание в 1876 г., к нему 1-е дополнение в 1882 г.; 2-е издание начато в 1895 г.). Над составлением «Обзора» работало более, чем два года 13 человек, просмотревших за это время до 4 000 книг. С 1895 года было решено издавать ежегодное «Обозрение общедоступных книг за истёкший год».
Издание комитетом грамотности народных книг началось в 1880 году, когда один из членов комитета, Н. Ф. Фан-дер-Флит, пожертвовал на это дело 500 рублей. Сначала в издательской деятельности комитета грамотности принимали наибольшее участие В. П. Острогорский, Я. Т. Михайловский, Н. Фан-дер-Флит.
Комитет работал над удешевлением изданий лучших русских авторов, не признавая надобности в особой беллетристике для народа; удешевляя издания, он не ухудшал внешности их. Особое развитие издательская деятельность комитета получила в 1894—1895 гг. К началу XX века комитетом грамотности было издано 58 книг (не считая повторных изданий), большей частью — беллетристические произведения лучших российских авторов (Аксакова, Тургенева, Крылова, А. Толстого, Некрасова, Гоголя и прочих).
С первого года своего существования комитет устраивал конкурсы и присуждал премии за лучшие сочинения для народа. Бесплатно им было разослано по школам около 2 млн книг.
В архиве комитета хранится «великое русское спасибо», присланное в комитет грамотности с Камчатки помощником благочинного камчатских церквей и написанное на клочке березовой коры, за неимением бумаги. Бывали случаи, что крестьяне присылали в комитет грамотности ходоков.
Деятельность комитета грамотности по распространению книг выражалась не только бесплатной их рассылкой, но и содействием в деле устройства книжных складов, читален, народных библиотек. Ещё в первые годы своего существования комитет устроил в провинции до 120 книжных складов, но все они скоро закрылись. В 1861 г. им были открыты три сельские библиотеки, в Вятской, Полтавской и Новгородской губерниях. В 1877—1878 годы, во время войны, комитет грамотности деятельно организовал библиотеки в лазаретах и полках; им было бесплатно разослано до 450 библиотек.
В 1893 г. открыт комитетом сбор пожертвований на устройство 100 народных библиотек, стоимостью по 250 руб. каждая. Примечательно, что эта сумма составилась, главным образом, из мелких пожертвований от небогатых людей; присылались не только копейки, но и почтовые марки. Сбор этот дал блестящие результаты: к марту 1895 г. сумма пожертвований уже превысила 25 000 руб., и вопрос об устройстве народных читален и библиотек обратил на себя всеобщее внимание.

### Исследовательская деятельность
Комитет грамотности не раз делал попытки исследования народного образования, рассылал программы вопросов, разрабатывал полученные сведения.
Большое принципиальное значение имел обсуждённый в комитете в 1862 году вопрос о допущении украинского языка в народные школы Новороссии. В результате этого в дальнейшем при издании списков, одобренных и рекомендуемых комитетом книг и учебников, в них включались книги и на украинском языке.
В 1894 году комитет грамотности предпринял однодневное исследование, на свой счёт и страх, всех начальных школ империи. К марту 1895 г. поступило до 15 000 ответов на программу, составленную и разосланную комитетом.
Комитет грамотности получал награды на всемирных и всероссийских выставках (1867, 1870, 1881, 1887), устраивал выставку лубочных картин, в голодные годы (1891—1892) заботился об устройстве школьных столовых. Рефераты, прочитанные в общих собраниях комитета, касались многих вопросов народного образования.
При комитете грамотности существовала быстро пополнявшаяся библиотека народных и педагогических изданий (более 12 000) и книжный склад, исполняющий поручения по покупке книг.

## Закрытие
В январе 1895 году Императорское вольное экономическое общество постановило ходатайствовать об обращении комитета грамотности в постоянную составную часть Вольного экономического общества. В ноябре 1895 году правительство закрыло Петербургский комитет грамотности одновременно с Московским комитетом.